# Project Zero (Google)
Project Zero è il nome di un team all'interno di Google, formato da analisti di sicurezza informatica che si occupa dell'individuazione di vulnerabilità zero-day. È stato annunciato il 15 luglio 2014.

## Storia
Dopo aver trovato diverse vulnerabilità in software usato da molti utenti finali mentre studiava altre vulnerabilità come "Heartbleed", Google ha deciso di fondare un team apposito dedicato a individuare tali vulnerabilità, non solo in software Google, ma in qualsiasi software utilizzato dai suoi utenti. Il nuovo progetto è stato annunciato il 15 luglio 2014 sul blog di Google dedicato alla sicurezza. Sebbene l'idea di Project Zero potrebbe risalire al 2010, la sua istituzione si inserisce nella più ampia tendenza di Google di contrastare iniziative di sorveglianza a seguito delle divulgazioni sulla sorveglianza di massa del 2013 di Edward Snowden. Il team era precedentemente guidato da Chris Evans, responsabile del team di sicurezza di Google Chrome, poi passato a Tesla. Altri membri degni di nota sono Ben Hawkes, Ian Beer e Tavis Ormandy.

## Individuazione e segnalazione dei bug
I bug trovati da Project Zero vengono inizialmente segnalati privatamente ai creatori e resi pubblicamente visibili solo dopo che la patch viene pubblicata o dopo 90 giorni senza risoluzione. Questa scadenza è scelta in ottemperanza della responsible disclosure, nella quale Google si impegna a concedere il tempo necessario alle società di software per sistemare il problema prima di informare il pubblico, in modo tale che gli utenti prendano i necessari provvedimenti per evitare gli attacchi.

## Scoperte di rilievo
Il 30 settembre 2014, Google ha individuato una falla di sicurezza in una chiamata di sistema di Windows 8.1 chiamata "NtApphelpCacheControl", che permetteva a un normale utente di ottenere privilegi di amministratore. Microsoft fu immediatamente notificata del problema ma, non avendo sistemato il bug entro 90 giorni, lo stesso fu reso noto pubblicamente il 29 dicembre 2014. Ciò suscitò una risposta da Microsoft, che dichiarò di stare lavorando a una soluzione.
Il 19 febbraio 2017, Google ha scoperto una falla relativa ai reverse proxy di Cloudflare che causava un buffer overflow ad alcuni loro server, rendendo pubbliche aree di memoria contenenti informazioni private quali cookie HTTP, token di autenticazione, HTTP POST body e altri dati sensibili. Alcuni di questi dati sono finiti nella cache dei motori di ricerca. Un membro di Project Zero ha chiamato questa falla Cloudbleed.
Il 27 marzo 2017, Tavis Ormandy di Project Zero ha scoperto una vulnerabilità nel popolare gestore di password LastPass. Il 31 marzo 2017, LastPass ha annunciato di aver risolto il problema.
Il 3 gennaio 2018 è stata pubblicata la scoperta di Spectre e Meltdown, vulnerabilità che colpiscono processori Intel, ARM e AMD.
Il 18 giugno 2019, Samuel Groß di Project Zero ha scoperto una vulnerabilità in Mozilla Firefox, definita critica dagli sviluppatori di Firefox stesso, con la seguente descrizione: "A type confusion vulnerability can occur when manipulating JavaScript objects due to issues in Array.pop. This can allow for an exploitable crash. We are aware of targeted attacks in the wild abusing this flaw." ovvero "Una vulnerabilità di tipo confusion che può verificarsi quando si manipolano oggetti JavaScript a causa di problemi in Array.pop. Questo può consentire un crash sfruttabile. Siamo consapevoli di attacchi mirati di questa natura che abusano di questo difetto." In particolare questa vulnerabilità può essere usata per il furto di criptovalute. Il team Mozilla ha rilasciato subito un bugfix nelle versioni di Firefox 67.0.3 e di Firefox ESR 60.7.1.

## Membri di rilievo
- Ben Hawkes[3]
- Tavis Ormandy[3]
- Ian Beer[3]
- Jann Horn

### Membri passati
- George Hotz[3]
- Chris Evans[3]
- Matt Tait[11]
- Steven Vittitoe[12]